# Casa de Josep Aragay
La Casa de Josep Aragay és una obra modernista de Breda (Selva) inclosa a l'Inventari del Patrimoni Arquitectònic de Catalunya.

## Descripció
Habitatge situat al nucli urbà, que dona a dos carrers: el carrer Nou i el carrer de Santa Victòria.
Consta de planta baixa i tres pisos, i altres edificacions annexes. Ràfec de la teulada de rajols decorats amb motius vegetals, bigatge de fusta i coberta a un vessant amb teula àrab.
Façana arrebossada i pintada d'un color beix. La part més interessant és l’orientada al sud; amb tres galeries porticades. Les dues primeres amb arcs de mig punt, sustentats sobre pilastres, i la segona a més, té una balustrada. La tercera galeria també té balustrada, però els arcs sustentats sobre pilastres són plans. A cada planta hi ha tres obertures. Sota la balustrada del primer i segon pis, hi ha quatre composicions en ceràmica de colors ocre, blau, verd i blanc amb motius florals- geomètrics.
La façana que dona al carrer Nou, té tres obertures a cada pis. A la planta baixa hi ha dues finestres (la central amb llinda de pedra i les altres dues amb llinda de guix, pintada d'un color marronós) i una porta en arc de mig punt. Al primer pis hi ha tres finestres, totes en arc pla i llinda de guix; l’obertura central amb balcó i barana de forja (el segon pis segueix la mateixa estructura). Just a sobre de l'últim pis, una filera de ceràmica igual que la que trobem a la façana sud.
Un element a destacar, és la xemeneia d'estil modernista, amb forma helicoidal i recoberta amb un trencadís policrom (terra, verd, blau, blanc, groc i vermell).

## Història
Josep Aragay Blanchar, pintor, ceramista i un dels teòrics més destacats del Noucentisme, va néixer a Barcelona el 3 d'agost de 1889.
L'octubre de 1919 ingressà a l'Escola Superior de Bells Oficis de la Mancomunitat, com a professor en l'especialitat de decoració ceràmica, fins al 1924, any en què fou expulsat juntament amb altres professors per la dictadura. Aquell mateix any se li encarregà les pintures del Baptisteri de Breda, això li serví com a excusa per instal·lar-se definitivament en aquest poble, d'on era originària la seva mare, l'any 1925.
Les pintures del Baptisteri de Breda executades al fresc, foren destruïdes en l'incendi que va patir Sant Salvador de Breda durant la Guerra Civil. L'any 1965 refeu les pintures, però aquest cop va emprar pintura plàstica sobre unes peces de fusta sintètica, les quals es col·locaren damunt dels murs.
Dintre de la seva obra cal destacar la font del Portal de l'Àngel.
L'any 1968, dins dels actes del IX Centenari del Monestir de Sant Salvador de Breda, es presentà una mostra antològica de Josep Aragay, i ell manifestà el seu desig de lliurar la seva obra a Breda.
L’any 1973 morí i l'any següent es creà un museu en la seva memòria, situat a la primitiva església parroquial de Santa Maria de Breda.